# Peter Leone
Peter Leone (n. 1 august 1960) este un călăreț ce a reprezentat Statele Unite ale Americii, medaliat olimpic. A participat la o ediție a Jocurilor Olimpice (1996) în care a câștigat o medalie de argint.

## Participări
Lista de mai jos prezintă principalele competiții la care a participat Peter Leone de-a lungul carierei.
- equestrian at the 1996 Summer Olympics – team jumping[*]